# Свето Манев
Свето Манев (на македонска литературна норма: Свето Манев) е художник от Северна Македония.

## Биография
Свето Манев е роден в 1945 година в Свети Никола, тогава във Федерална Югославия. В 1970 година завършва Художествената академия в Белград. Член е на Дружеството на художниците на Македония и на Художествената група „77“ в Битоля. Специализира в Англия, Полша и Гърция. Участва в много групови изложби в Република Македония и чужбина и прави самостоятелни в Република Македония, Полша, Словения и Сърбия. Носител е на много награди. Сред основните му теми е човекът и конят.